# Berenmuts

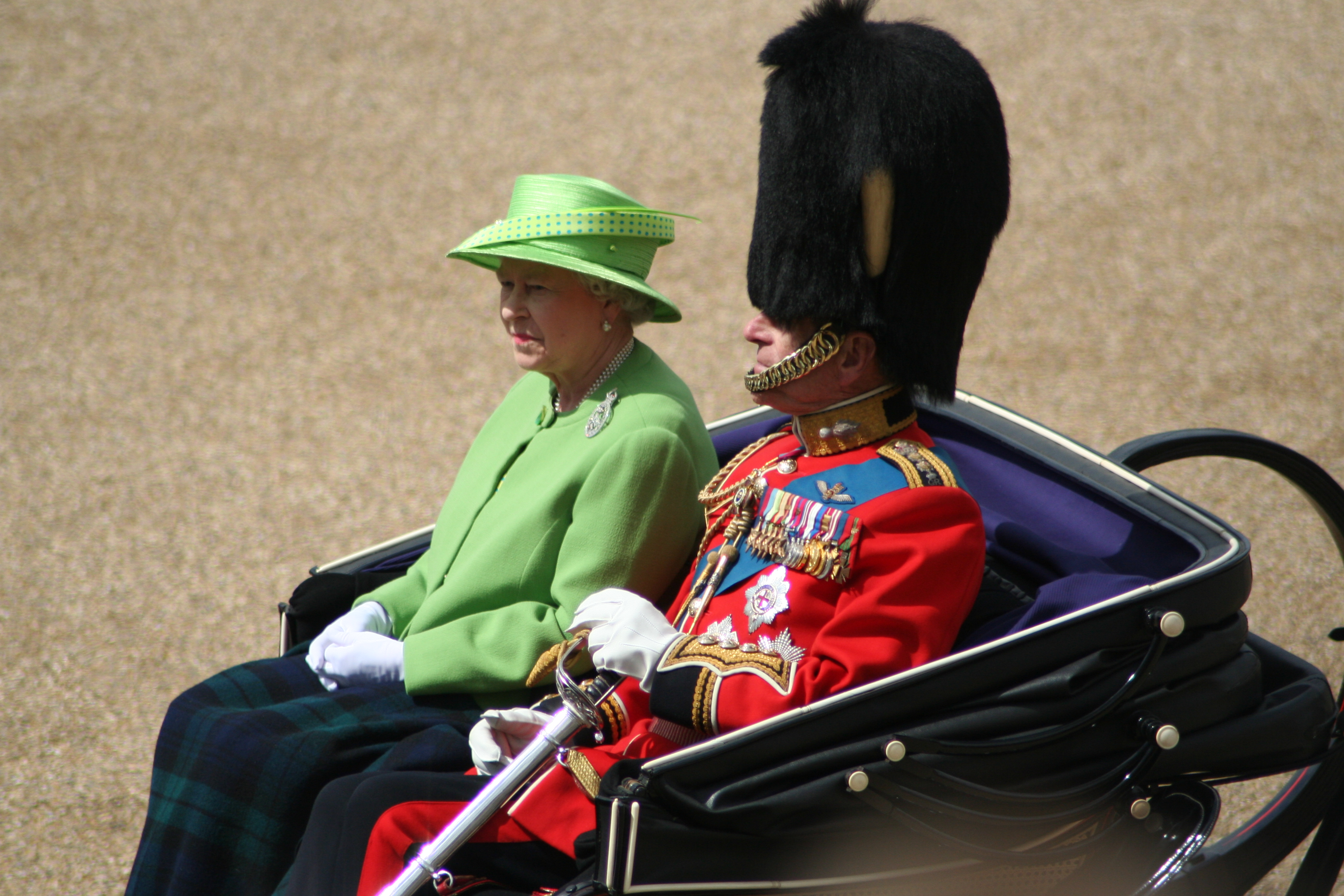
Hertog van Edinburgh met berenmuts

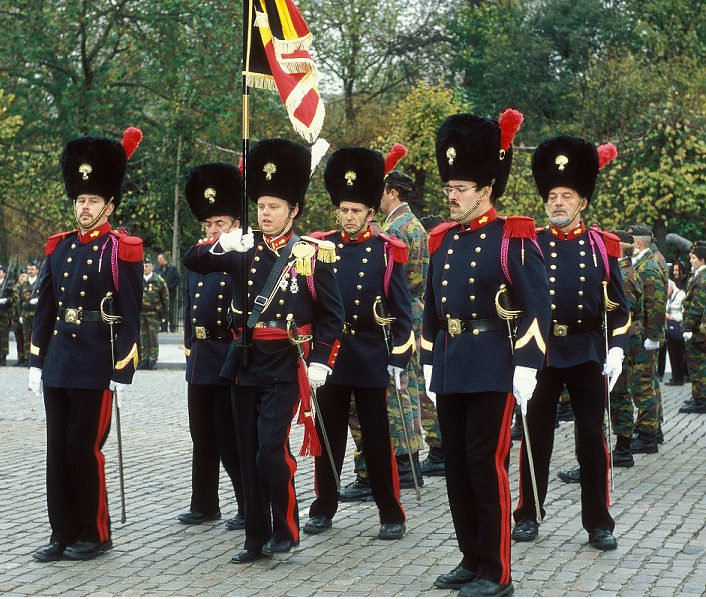
Belgische grenadiers in ceremoniële dienst met berenmuts

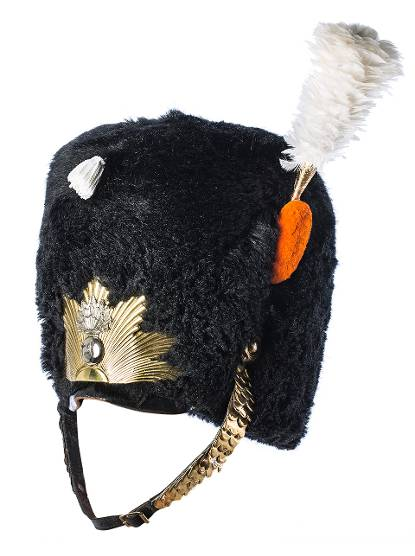
Berenmuts met schubketting, metalen voorplaat, wit kwastje, oranje kokarde en witte pluim van het Garderegiment Grenadiers, Nederland

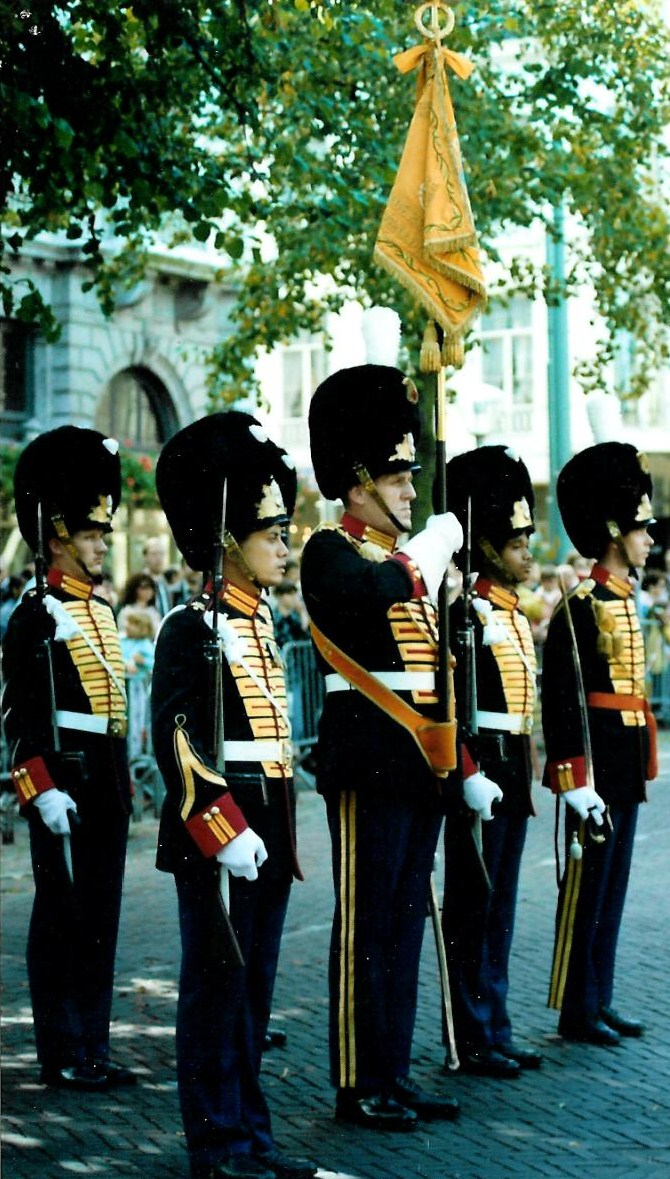
Vaandelwacht grenadiers, Nederland

Een berenmuts is een ceremonieel, militair hoofddeksel. De naam 'berenmuts' wordt meer specifiek gebruikt om de zwarte bonten grenadiersmuts (van "berenbont") mee aan te duiden. Tot de Eerste Wereldoorlog was de berenmuts een onderdeel van het dagelijks uniform, daarna werden deze hoofddeksels vooral nog voor ceremoniële doeleinden gedragen. Tijdens de napoleontische oorlogen beschermden de berenmutsen tegen sabelhouwen van cavalerie.
De kolbak is een berenmuts die gedragen wordt door huzaren en andere beredenen. De kolbak is meestal voorzien van opvallende gekleurde vangkoorden, kokardes en kolbakzak.
De talpa is een berenmuts die gedragen wordt door artilleristen. Hij is een halfhoge kolbak zonder kolbakzak, en duidelijk lager en cilindrischer dan de grote berenmuts van de grenadiers.

## Fabricage
De fabricage hangt af van de vorm. Zo is de Belgische berenmuts niet dezelfde als de Britse. Op berenmutsen zijn vaak versierselen aangebracht, zoals een metalen voorplaat met het regimentsembleem, pluimen of andere emblemen.

## Regimenten die berenmutsen dragen
- België
  - Koninklijk escorte te paard, België
  - Regiment van de Grenadiers, België
- Nederland
  - Grenadiers, Nederland
  - Koninklijke Marechaussee, Nederland (kolbak)
  - Regimenten Huzaren, Nederland (kolbak)
  - Korps Rijdende Artillerie (kolbak)
- Verenigd Koninkrijk
  - Grenadier Guards
  - Coldstream Guards
  - Scots Guards
  - Irish Guards
  - Welsh Guards
  - King's Troop, Royal Horse Artillery (kolbak)
- Canada
  - Governor General's Foot Guards
  - Canadian Grenadier Guards
- Andere
  - Koninklijke Lijfwacht van de Zweedse koning
  - Koninklijke Lijfwachten van de Deense Koningin